# Ковпачка тупокінцева
Ковпачка тупокінцева (Encalypta mutica) — вид мохів порядку ковпачкальних (Encalyptales).

## Поширення
Батьківщиною є Європа, Північна Америка, Азія.
Населяє порушений, відкритий ґрунт або ґрунт над скелями.

## Характеристика
Стебла 5–8 мм. Листки від еліптичних до язичкових, 1–2 мм, верхівки тупі; клітини 10–15 мкм; базальні клітини 25–75 мкм. Коробочкова ніжка 4–8 мм, від коричнево-червоного до чорного кольору. Коробочка короткоциліндрична, 1–2.5 мм, від гладкої до слабосмугастої, жовтувато-коричнева. Спори 22–28 мкм, папілозні, темно-коричневі.